# Teixidor del Nil
El teixidor del Nil (Ploceus taeniopterus) és un ocell de la família dels ploceids (Ploceidae).

## Hàbitat i distribució
Habita zones humides amb canyars o papirs, al nord-oest, est i sud-est del Sudan, extrem nord-est de la República Democràtica del Congo, sud-oest d'Etiòpia, nord d'Uganda i nord-oest de Kenya.